# Medal of Honor (videogioco 2010)
Medal of Honor è un videogioco sparatutto in prima persona sviluppato da Danger Close Games in collaborazione con EA DICE, e pubblicato da Electronic Arts. È il tredicesimo capitolo della saga Medal of Honor e reboot della serie. Il gioco è stato pubblicato in Europa il 12 ottobre 2010 per Playstation 3, Xbox 360 e Microsoft Windows. Ambientato nelle prime fasi della guerra in Afghanistan, Medal of Honor (2010) è ispirato all'operazione Anaconda e sulla battaglia di Takur Ghar. Il gioco è inoltre il primo titolo del franchise ambientato nella guerra moderna.
La campagna di Medal of Honor utilizza una versione pesantemente modificata dell'Unreal Engine 3, mentre il comparto multiplayer il motore sviluppato da DICE, Frostbite. Il videogioco ha ricevuto giudizi positivi dalla critica ed è ritenuto un successo commerciale.

## Trama
Il gioco ha inizio durante le prime fasi dell'invasione dell'Afghanistan, nel 2001.
Un team di Navy Seals Team Six (DEVGRU) denominato Neptune, composto dagli operatori Mother, Preacher, Voodoo e Rabbit, è spedito ad un incontro con un informatore afghano di nome Tariq, pronto a servire alla squadra documenti d'intelligence riguardanti le forze talebane.

Una scena del gameplay

Nonostante le rassicurazioni da parte delle forze fedeli a Tariq che affermano che il villaggio nel quale stanno per transitare è sicuro, i due fuoristrada in cui si trovano i quattro componenti di Neptune cadono in un'imboscata da parte dalle forze cecene di Al Qaida. Sfuggiti all'assalto gli operatori americani si fanno strada lungo il villaggio combattendo contro la milizia locale, traendo in salvo Tariq. Interrogato sull'accaduto l'informatore spiega che è stato costretto a tradirli per proteggere la sua famiglia, ed informa gli americani che nella valle di Shah-i-Kot sono giunti in rinforzo tra i 500 e i 1.000 combattenti talebani. Neptune è dunque incaricata di supportare un contingente ANA nella conquista del Bagram Airfield, antica base militare sovietica. Sei mesi più tardi Bagram, divenuta FOB americana, ospita il Colonnello Drucker nell'atto di organizzare un'offensiva contro le forze di Al Qaida nell'est dell'Afghanistan. Il Generale Flagg, in collegamento con Drucker da Langley, è incerto delle capacità delle unità AFO; Drucker cerca di convincere il superiore ad utilizzare le unità Tier 1 già dispiegate sul territorio per coadiuvare l'intervento dell'ANA contro i talebani, ma viene severamente ripreso dal superiore. Flagg non si fida delle truppe locali e da a Drucker 24 ore di tempo per dispiegare il 10th Mountain Division, la 101st Airborne Division e il 75th Ranger Regiment nella valle di Shah-i-Kot.
Intanto le squadre speciali, sotto il diretto comando di Druker, sono dispiegate sul campo. Neptune localizza e distrugge postazioni d'artiglieria e depositi di munizioni, catturando l'avamposto "Dorothy" con l'aiuto del supporto aereo; al contempo un secondo team di tiratori scelti della SFOD-D dal nome in codice AFO Wolfpack è incaricato di coordinare il sostegno di fuoco e di stabilire una postazione di tiro nell'avamposto "Clementine". Disobbedendo agli ordini Drucker invia le forze dell'alleanza del nord per attaccare gli insorti come da piano, ma Flagg, inconsapevole che queste ultime siano forze alleate, ordina un attacco aereo causando pesante fuoco amico e costringendo alla ritirata i superstiti. Al Colonnello non resta altro che obbedire agli ordini del suo superiore ed ordina l'invasione dei Rangers.
Lo stesso mattino i Rangers atterrano nella valle a bordo di elicotteri Chinook. Dopo pochi istanti dall'atterraggio, però, la fanteria americana viene investita da colpi di RPG e di mitragliatrice provenienti dalla resistenza appostata sulle montagne, causando l'esplosione di un elicottero e numerose vittime. Con il grosso delle truppe inchiodate sotto il fuoco di sbarramento nemico, la squadra composta dal Sergente Patterson, Ybarra, Hernandez e lo specialista Dante Adams è in missione tra le montagne per aggirare e distruggere le postazioni di mitragliatrice nemiche. Fiancheggiando la resistenza talebana, il gruppo di Rangers riesce a segnalare la posizione della DŠK con un fumogeno, permettendo agli elicotteri d'attacco giunti in supporto di individuare e distruggere la postazione talebana. Mentre il peggio sembra ormai passato il gruppo è soggetto a un'ennesima imboscata. Costretti alla ritirata i Rangers fuggono a valle, dove trovano riparo all'interno di una casa diroccata. Quando ormai sopraffatti e a secco di munizioni il gruppo si dà per spacciato, all'orizzonte appaiono due AH-64 Apache che grazie all'enorme potenza di fuoco a loro disposizione mettono in fuga gli assalitori. I due elicotteri continuano la missione sorvolando le montagne ed eliminando postazioni di mortai e depositi di munizioni nemici. Una volta danneggiati e a secco di munizioni, i due elicotteri virano per ritornare alla base. Prima che una contraerea possa fare fuoco sui due Apache indifesi, l'artigliere viene abbattuto dal colpo di Deuce.
I tiratori scelti Deuce e Dusty sono appostati sull'altura di Shah-i-Kot con l'incarico di supportare l'infiltrazione di Neptune sul monte adiacente, il Takur Ghar. Durante l'operazione la squadra Neptune, che si imbatte in un sconsiderato numero di nemici, è costretta ad una rocambolesca discesa del monte. Supportati da Wolfpack sino a quando i tiratori hanno visuale sullo scontro, al momento dell'estrazione aerea Voodoo e Preacher rimangono indietro bloccati dal fuoco nemico. Mother e Rabbit, già saliti a bordo dell'elicottero, sono costretti ad abbandonare l'area per evitare che il mezzo venga abbattuto.
La stessa notte i due operatori, ricevuto il permesso dal colonnello Drucker, tornano sulle cime innevate del monte per recuperare i due compagni dispersi. Durante le ricerche la coppia viene individuata ed assalita; negli scontri a fuoco Rabbit viene gravemente ferito, e trascinato da Mother, i due si lanciano dal pendio nel disperato tentativo di sfuggire ai combattenti talebani. Ritroviamo il Colonnello Drucker ed il Generale Flagg in un'accesa discussione. Il primo vuole inviare dei rinforzi immediati per recuperare le forze speciali disperse sulle montagne, mentre il secondo glielo vieta poiché non vuole rischiare di perdere un altro elicottero nel tentativo di ricerca. Drucker trasgredisce gli ordini di Flagg e chiude la videochiamata, decidendo ugualmente di inviare i Rangers sul Takur Ghar per recuperare la squadra Neptune.
Nel mattino il presagio di Flagg si avvera: prima che il Chinook con i soccorsi atterri sulle alture innevate del monte, viene abbattuto da un colpo di RPG e fatto schiantare al suolo. Nello schianto quattro uomini, tra cui il mitragliere dell'elicottero, restano uccisi. Lo specialista Adams utilizza quindi la potenza di fuoco dell'M134 Minigun presente sul veicolo per eliminare le ondate di talebani accorsi per uccidere i superstiti, aiutando così i compagni a stabilire un perimetro difensivo intorno al relitto. I quattro sopravvissuti (Patterson, Hernandez, Ybarra e Adams), utilizzano dunque il SOFLAM per segnalare le postazioni di mitragliatrice agli F-15E giunti in supporto. Nell'infuriare degli scontri Hernandez viene colpito, ed Ybarra viene incaricato da Patterson di portarlo in salvo agli elicotteri dove può essere soccorso dai paramedici sopravvissuti. I due Rangers rimasti sul campo decidono di continuare la missione di ricerca con l'aiuto di un drone Predator della CIA, e durante gli scontri lungo il monte si imbattono nei SEALs Voodoo e Preacher. I due uomini creduti dispersi e catturati sono invece riusciti a sopravvivere nascondendosi tra le montagne, e nella notte hanno assistito alla fuga e alla cattura dei compagni accorsi in loro aiuto senza però avere avuto la possibilità di intervenire. I quattro soldati uniscono le forze alla ricerca dei restanti componenti di Neptune stanando i bunker nemici all'interno delle grotte, riuscendo finalmente a trovare Mother e Rabbit rinchiusi all'interno di una camera di tortura. Rabbit muore dissanguato dalle ferite riportate, nonostante tutti i tentativi dei compagni di tenerlo in vita in attesa dell'estrazione. Mentre i caccia americani bombardano la montagna sotto gli occhi dei soldati, ormai sull'elicottero di salvataggio, i rimanenti di Neptune commentano: "Non finisce così, questo è solo il principio."
Il gioco conclude con Ajab e Preacher intenti a sorseggiare del tè e conversare in lingua Pahstu in un mercato del Medio Oriente. All'arrivo di un uomo i due si alzano di scatto ed iniziano ad avvicinarlo. La scena è un anticipo al capitolo successivo della saga: Medal of Honor: Warfighter.

## Modalità di gioco
Il single player è impostato per includere una varietà di gadget, elicotteri, e mezzi armati terrestri. Le missioni, ispirate alle prime fasi dell'invasione in Afghanistan, ricoprono un arco temporale di circa sei mesi. I personaggi giocabili sono membri Tier 1, classificazione realmente utilizzata per distinguere il rango più alto tra le unità di forze speciali di tutto il mondo. Il giocatore vestirà i panni di una squadra del Combat Applications Group (Delta Force) e del DEVGRU, comunemente noto come SEAL Team Six.

## Personaggi

### Giocabili
- "Rabbit" (Tier 1 - AFO Neptune, DEVGRU)
- "Deuce" (Tier 1 - AFO Wolfpack, 1º SFOD-Delta)
- Specialista Dante Adams (1º Battaglione, 75º Reggimento Rangers)
- Capitano Brad "Hawk" Hawkins (copilota di Apache; US Air Force)

### Alleati
- "Voodoo" (Tier 1 - AFO Neptune, DEVGRU), è doppiato da Gabriele Marchigiglio
- "Mother" (Tier 1 - AFO Neptune, DEVGRU, caposquadra), è doppiato da Luigi Rosa
- "Preacher" (Tier 1 - AFO Neptune,DEVGRU), è doppiato da Marco Benedetti
- "Dusty" (Tier 1 - AFO Wolfpack, 1 SFOD-Delta), è doppiato da Walter Rivetti
- "Panther" (Tier 1 - AFO Wolfpack, 1 SFOD-Delta, caposquadra), è doppiato da Alberto Olivero
- "Vegas " (Tier 1 - AFO Wolfpack, 1 SFOD-Delta)
- Sergente Patterson (1º Battaglione, 75º Reggimento Rangers, caposquadra), è doppiato da Francesco Mei
- Caporale Hernandez (1º Battaglione, 75º Reggimento Rangers), è doppiato da Marco Benedetti
- Sergente tecnico Ybarra (Enlisted Terminal Attack Controller, United States Air Force), è doppiato da Paolo Sesana
- Colonnello Ducker (comandante sul campo delle truppe statunitensi a Takur Ghar), è doppiato da Silvio Pandolfi
- Generale Flagg (ufficiale della CIA coordinatore delle truppe USA in Afghanistan, contrario all'utilizzo dei Tier 1), è doppiato da Raffaele Fallica
- Tariq (Anziano di Gardez, informatore dei Tier 1)
- Miliziani dell'Alleanza del Nord
- Task Force Rebel (composta da soldati afghani e forze speciali americane) è un'unità coinvolta nella battaglia, che per ordine errato del generale Flagg viene colpita da fuoco amico e costretta alla fuga.

### Nemici
- Membri di Al-Qaida (milizie cecene ed arabe)
- Talebani (Afgani)
- Ceceni (forze militari indipendente)

### Doppiaggio
| Personaggio        | Doppiatore originale | Doppiatore italiano   |
| ------------------ | -------------------- | --------------------- |
| Preacher           | Christian Mortensen  | Marco Benedetti       |
| Mother             | Jeffrey Pierce       | Luigi Rosa            |
| Vodoo              | Jon Bruno            | Gabriele Marchigiglio |
| Dusty              | Chris Fries          | Walter Rivetti        |
| Panther            | Kevin Kilner         | Alberto Olivero       |
| Vegas              | Michael Filipowich   | Luca Catanzaro        |
| Jim Patterson      | Joe Cappelletti      | Francesco Mei         |
| Hernandez          | Daniel Betances      | Marco Benedetti       |
| Ybarra             | Yuri Lowenthal       | Paolo Sesana          |
| Generale Flagg     | ?                    | Raffaele Fallica      |
| Colonnello Drucker | ?                    | Silvio Pandolfi       |

Personaggi Minori: Alessandro Zurla, Claudio Ridolfo, Alessandro Lussiana, Federico Danti, Alberto Sette, Andrea Failla, Alessandro Testa, Renzo Ferrini.

## Marketing e distribuzione
Il titolo vanta la collaborazione della band statunitense Linkin Park, i cui singoli New Divide e The Catalyst accompagnano i primi due trailer d'uscita del videogioco. La colonna sonora, affidata al compositore tedesco Ramin Djawadi in collaborazione con il rapper e produttore Mike Shinoda, viene pubblicata su iTunes il 28 settembre 2010. Nell'aprile del 2011 viene pubblicato l'omonimo libro Medal of Honor, scritto dall'ex SAS e autore Chris Ryan, ambientato prima degli avvenimenti del videogioco.
Il 3 novembre 2010 fu pubblicato un DLC che presentava una nuova modalità di gioco chiamata Zona rovente, nella quale il giocatore doveva mantenere il controllo di determinate aree il più a lungo possibile per accumulare punti e sottrarne di conseguenza alla squadra avversaria.

## Accoglienza
All'uscita Medal of Honor ha ottenuto il più alto numero di pre-ordini della serie. Il gioco ha superato 1.5 milioni di vendite nella prima settimana dal lancio, ed ha raggiunto i 2 milioni di copie vendute al termine della seconda. Il 1 Febbraio 2011, EA ha riportato che il reboot del franchise è stato un successo commerciale, con oltre 5 milioni di copie vendute al termine del mese di Novembre 2010. Il videogioco si piazza alla terza posizione dei titoli più venduti del franchise, alle spalle di Medal of Honor: Frontline (2002), e Medal of Honor: Rising Sun (2003).
La critica ha assegnato al videogioco recensioni generalmente positive, lodandone il comparto multiplayer, l'audio e il doppiaggio, ma criticandone la somiglianza a giochi come Call of Duty e Battlefield 3, quest'ultimo prodotto dalla stessa EA. Il voto assegnato da Metacritic, sito di aggregazione di recensioni, è di 72/100.
La rivista Play Generation lo classificò come il sesto migliore titolo sparatutto del 2010.

### Controversie
Il gioco è stato al centro di numerose polemiche poiché permette, nella modalità multiplayer, di vestire i panni di un soldato travestito da talebano. Electronic Arts ha in seguito eliminato ogni riferimento al termine, sostituendolo con un più anonimo "OPFOR" (forze di opposizione). Nonostante ciò in alcuni paesi (in particolare Regno Unito e Italia) ne è stato chiesto il ritiro dagli scaffali, mentre le forze armate degli Stati Uniti hanno proibito a livello mondiale la vendita ai negozi posti nelle proprie basi militari.
Amanda Taggart, senior PR manager della EA, rispose alle accuse ad AOL News: «Nel multiplayer di Medal of Honor, qualcuno doveva essere per forza il talebano». Il segretario alla Difesa britannico Liam Fox criticò il gioco ancor prima che venisse pubblicato definendo "scioccante che qualcuno pensi sia accettabile ricreare in un gioco gli atti di terrorismo dei talebani verso i soldati britannici". Aggiungendo: «Per mano dei talebani, dei bambini hanno perso il padre, e delle mogli il marito. Stento a credere che qualsiasi cittadino di questo Paese voglia comprare un videogioco così brutalmente anti-britannico. Chiedo a viva voce che i nostri negozianti mostrino il loro supporto alle nostre forze armate e mettano al bando questo prodotto di pessimo gusto».
Il Ministro degli Affari Esteri canadese Peter MacKay criticò parimenti il gioco, affermando di trovare sbagliato "che chiunque, i bambini in particolare, possano giocare nel ruolo di un talebano" e che "il Canada e i suoi alleati hanno combattuto molto duramente in Afghanistan, e non era un gioco".

## Curiosità
- Nella battaglia di Takur Ghar, a differenza del gioco che ritrae unicamente i SEALs e il team di Rangers, parteciparono anche due squadre del SASR australiano.[19]
- Rabbit, il membro di AFO Neptune impersonato dal giocatore, è ispirato al vero SEAL Neil "Fifi" C.Roberts, vittima nella battaglia di Takur Ghar.[20]